# Wuala
Wualaは、スイス連邦のCaleido AG社のファイル共有ソフトである。

## 概要
・2015/11/15にサービス終了
P2Pテクノロジーを利用した、オンラインファイルストレージソフト。
開発コードネームKangooとして開発が開始され、2007年に登場した。
クライアントはJava製であり、現在、WindowsとMac、Linux対応版が存在する。

## 特徴
今までの多くのファイルストレージサービスは、ユーザーがサーバにデータをアップロードし、必要なときにダウンロードや、他人とファイルの共有などをするサービスであったが、Wualaではファイルの保存場所としてサーバを使用しないのが特徴である。
また、オンラインストレージならではのファイル共有も比較的簡単にできるようになっている。
BitTorrentや他のP2Pテクノロジーを使用したファイル共有ソフトと同じく、クライアントソフトを使用しているユーザーにファイルを分散させ、大規模サーバを使用せずに大容量の仮想的なストレージを実現している。

## セキュリティ
自分のファイルを他人のディスクにコピーするため、共有しているファイルにはセキュリティ対策として暗号化が施されている。
また、多くのP2Pテクノロジーのデメリットであるファイルの存在確率について、ネットワーク上に存在する確率を上げるために多数のコピーが分散されるようになっている。